# Roberto Supino
Roberto Supino (Pisa, 7 giugno 1904 – 31 dicembre 1987) è stato un avvocato e politico italiano.

## Biografia
Nato il 7 giugno 1904, in una famiglia ebrea, era figlio di Mario Supino, avvocato e politico, e di sua cugina Margherita, figlia dell'accademico David. Aveva una sorella, Grisa Margherita, di un anno più grande, e un fratello, Ruggero, nato nel 1908.
Appena diciottenne, partecipò alla marcia su Roma. Ritirò però la propria adesione al Partito Nazionale Fascista nel 1924, assieme all’ala dissidente di Bruno Santini, per reazione al delitto Matteotti e a seguito dell'arrivo a Pisa di Ezio Maria Gray per sanare le divergenze interne del partito.
Nel 1927, si laureò in giurisprudenza, assieme alla sorella Grisa, con una tesi su L'azione dell'Italia verso l'Albania, alla luce dei trattati e documenti internazionali, dal 1870 al 1927. Nel 1934 sposò Simonetta Sossi, parente da parte materna del politico Arnaldo Dello Sbarba, dalla quale ebbe una figlia, Sandra.
Nel 1938, a seguito delle leggi razziali fasciste, fece atto di abiura, uscendo dalla comunità ebraica di Pisa assieme al fratello Ruggero. Tale dissociazione non sottrasse, comunque, la sua famiglia ai rigori delle nuove normative, al sequestro dei beni ad opera della Repubblica Sociale Italiana e al generale rischio essere deportata e di morire.
Sempre come conseguenza delle leggi razziali, nel 1939 fu congedato dal suo ruolo di sottotenente di complemento in fanteria, cosa che gli evitò di partecipare in prima persona alla seconda guerra mondiale. Nel 1942 si mise in contatto con altri antifascisti, figurando tra i fondatori del comitato pisano del Partito d'Azione e partecipando alla lotta clandestina contro l'occupazione nazista, anche come ufficiale nel Corpo italiano di liberazione.
Nel dopoguerra, a seguito dello scioglimento del Partito d'Azione, aderì al Partito Socialista Democratico Italiano, entrando nel 1952 nel Comitato direttivo provinciale. Appassionato di sport, in quegli anni si occupò di molte realtà territoriali: fu presidente della società ippica Alfea, fu uno dei fondatori del Panathlon di Livorno e Pisa, e fu delegato provinciale del CONI.
Fu anche presidente dell'ATUM, azienda pisana di pubblici trasporti, dal 1954 fino al 1956, quando rassegnò le dimissioni a seguito dell'elezione in consiglio comunale. Nella terza giunta comunale di Renato Pagni, iniziata nell'agosto del 1964, ricoprì il ruolo di assessore allo sport, al turismo ed al litorale. 
A causa di alcuni contrasti interni tra la Democrazia Cristiana e il Partito Socialista cittadini, Pagni si dimise nel gennaio del 1965 e venne sostituito proprio da Roberto Supino, eletto dal consiglio comunale il 9 marzo dello stesso anno con il supporto di DC, PSDI e PRI. Dopo aver giurato il 12 marzo in Prefettura, rimase in carica per neanche due mesi, dimettendosi dall'incarico il 6 maggio successivo, dopo aver constatato l'impossibilità di ricomporre la spaccatura creatasi in seno al Consiglio comunale.
Il 14 maggio 1965, Renato Pagni venne rieletto sindaco e Roberto Supino tornò a ricoprire il ruolo di assessore allo sport, al turismo, spettacolo e al litorale, con l'aggiunta della delega ad assistenza e beneficenza.
Rieletto nel consiglio comunale di Pisa nelle elezioni 1966 e in quelle del 1967, partecipò alla giunta Battistini nel ruolo di assessore anziano con delega a sport, spettacolo, litorale ed al contenzioso. Con l'elezione a sindaco di Fausta Giani Cecchini, rimase consigliere fino al 1970. Nelle elezioni amministrative di quell'anno si candidò con il Partito Socialista Unitario, ottenendo 6 086 preferenze, e partecipò alla giunta di centrosinistra del democristiano Giuseppe Prosperi con il ruolo di vice-sindaco, con delega alle aziende municipalizzate, allo sport, al turismo, al litorale ed al contenzioso. In quegli anni, dal 1970 al 1975, fu anche presidente del comitato provinciale della Croce Rossa Italiana.
Nelle elezioni amministrative del 1975 si candidò nuovamente nelle file del PSDI, stavolta per il consiglio provinciale.
Negli ultimi anni di vita si concentrò nell'attività forense. Morì il 31 dicembre del 1987 dopo una lunga malattia all'età di 83 anni.

## Opere
- Arnaldo dello Sbarba, Roberto Supino, Soc. An. Officina Pisana Chimica e Farmacia contro Dott. Livino Livini. Comparsa conclusionale, Pisa, Arti Grafiche Tornar, 1939.